# Tublatanka
Tublatanka je slovenská rocková kapela, kterou v roce 1982 založili Martin Ďurinda (kytara) a Juraj Černý (bicí).

## Vznik
Název skupiny pochází z knihy Edgara Rice Burroughse, Tarzan. Jeho základem je jméno nevlastního Tarzanova opičího otce, zlého opičáka jménem Tublat s příponou po vzoru tehdejších populárních dechových orchestrů jako např. Moravanka (dechovka = žánr české a moravské lidovky). Přípona se u původního názvu Tublat objevila nejdříve díky recesi kamarádů zakládajících členů, následně ale v názvu zůstala. Aby se kapela na první pohled odlišila od ostatních skupin, nosila na vystoupeních kostýmy, jimiž byly pocvočkované slovenské lidové kroje. Ty používala zhruba v prvních pěti letech své kariéry.

## Původní sestava skupiny
- Maťo Ďurinda – zpěv, kytara
- Pavol Horváth – basová kytara, zpěv
- Juraj Černý – bicí

Autorem textů (textařem) a manažerem skupiny byl básník a rockový muzikant Martin Sarvaš. Mezi hudební vzory Maťa Ďurindy a Ďura Černého patřili Led Zeppelin, Deep Purple, Thin Lizzy, Nazareth, The Who, Yes a Pink Floyd. Dále též rocková tria – např. Cream či Emerson, Lake & Palmer a další. Skupina se od samého začátku stylově přikláněla k hard rocku, ke konci 80. let také k heavy metalu.

## Profesionální kariéra

### 80. léta
Po festivalu amatérských skupin v PKO v Bratislavě, který pod názvem „Mladá vlna 82“ organizoval Richard Müller, dostala Tublatanka nabídku od jediného tehdejšího slovenského hudebního vydavatelství Opus k nahrávce LP desky. Prvního alba, které vyšlo pod názvem Tublatanka (1985), bylo prodáno okolo 100 tisíc hudebních nosičů. Skupina proto dostala nabídku na vydání dalšího alba, které vyšlo o rok a půl později pod názvem Skúsime to cez vesmír (1987). Toto LP se prodávalo ještě lépe. Původně mělo druhé album vyjít už v roce 1986, ale jeho vydání bylo pozdrženo komunistickými cenzory. Proto se v roce 1986 objevil na trhu pouze singl s písněmi Skúsime to cez vesmír a Dnes. Kromě toho vyšla tehdy ještě skladba Judáš, kterou na svou rockovou kompilaci vybralo vydavatelství Panton.
Třetí album Žeravé znamenie osudu (1988) dosáhlo v prodeji až 250 000 kusů. Žánrově bylo toto album silně ovlivněno rozmachem metalu ve druhé polovině 80. let. Už od svého debutového LP se skupina Tublatanka vydávala na koncertní turné po Slovensku a ještě před vydáním druhého alba koncertovala po celém Československu. V listopadu 1988 vystupovala na velkém stadionu v moskevských Lužnikách na desítkách koncertů, kde byla návštěvnost 14000–15000 lidí. V lednu 1989 koncertovala skupina ve Vídni a v červnu hrála v Praze na stadionu Evžena Rošického na koncertě rockových skupin před 20000 diváky. O tomto jejich vystoupení napsal kladnou recenzi i německý časopis Heavy Metal.
V počátcích Sametové revoluce v listopadu 1989 skupina Tublatanka na první tři dny zapůjčila organizátorům demonstrací na náměstí SNP v Bratislavě svoji zvukovou aparaturu. V tomto období se staly aktuálními hity skladby Loď, ktorá sa plaví do neznáma (na této skladbě spolupracoval i Fero Griglák – kytarista ve skupinách Fermata, či Collegium Musicum) a hlavně píseň Pravda víťazí, která patřila spolu se skladbami Sľúbili sme si lásku od Ivana Hoffmana a Modlitba pro Martu od Marty Kubišové mezi hymny oněch dnů.

### 90. léta
V devadesátých letech skupina ještě v původní sestavě vydala dvě alba: Nebo – peklo – raj (1990) a Volanie divočiny (1992). Na druhém jmenovaném počinu byl hlavním textařem hudebník Whisky, dříve bedňák Tublatanky, později zpěvák skupiny Slobodná Európa. Krátce po německém koncertu v Karlsruhe v roce 1993 ze skupiny odešel Pavol Horváth. Následující album z konce roku 1993 s vánočními koledami v rockovém stylu Poďme bratia do Betlehema nahráli už jen dva členové: Juraj Černý hrál na bicí a Maťo Ďurinda nahrál sólovou i basovou kytaru.
V tomto období začal mít Juraj Černý problémy s užíváním drog. Nezvládl další vystupování a nahrávání se skupinou, později odešel aby se podrobil protidrogové léčbě. V deníku Nový čas se objevil inzerát, že skupina Tublatanka hledá nové muzikanty. Konkurzy neprobíhaly úspěšně, nakonec se Maťovi Ďurindovi podařilo získat kytaristu a zpěváka Doda Dubána, bývalého člena skupiny Money Factor a baskytaristu Juraje Topora. V době nahrávání následujícího alba Znovuzrodenie (1995) se ke skupině opět připojuje Juraj Černý. Skladby nové sestavy skupiny Tublatanka získávají popovější charakter. Tublatanka pokouší štěstí na Velké ceně Evrovize v irském Dublinu se skladbou Nekonečná pieseň, která se nakonec umístila až na 17. místě (z 25 účinkujících celkem).
Po koncertu v USA v dubnu 1994 znovu ze skupiny odchází Juraj Černý a za bicí nastupuje Martin Uherčík. Skupina vydává kompilace Najväčšie hity No. 1 a No. 2, koncertuje na letních festivalech v Česku a na Slovensku. Ve druhé polovině 90. let převládá na Slovensku módní vlna dancefloorové hudby, popularita rockových kapel klesá.

### Rok 2000 - současnost
V létě roku 2000 skupina Tublatanka spolu s českými kapelami Pražský Výběr, Olympic, Etc... vystoupila na československém rockovém festivalu v Chicagu. V listopadu 2000 skupina vydala studiové album pod názvem Pánska jazda, na kterém 10 písní z 15 otextoval Martin Ďurinda. V roce 2017 se se skupinou Citron dali dohromady a udělali turné pro CZ a SK s názvem "Souboj rebelů/Súboj rebelov".

## Diskografie

### Řadovky
- 1985 – Tublatanka
- 1987 – Skúsime to cez vesmír
- 1988 – Žeravé znamenie osudu
- 1990 – Nebo – peklo – raj
- 1992 – Volanie divočiny
- 1993 – Poďme bratia do Betlehema
- 1995 – Znovuzrodenie
- 2001 – Pánska jazda
- 2005 – Patriot
- 2006 – Vianočný deň
- 2010 – Svet v ohrození
- 2023 –  Uprostřed chaosu

### Kompilace
- 1994 – Neverending song - šestiskladbové raritní CD složené z českých a anglických mixů skladby Nekonečná pieseň; vydáno u příležitosti účasti skupiny na soutěži Eurovize
- 1996 – Najväčšie hity No. 1 – Pravda víťazí
- 1996 – Najväčšie hity No. 2 – Ja sa vrátim!
- 2002 – Láska útočí
- 2003 – Zlatá Tublatanka 20 rockov
- 2006 – Gold